# Johannes Cornelis van der Kemp
Johannes Cornelis van der Kemp was een Nederlands advocaat, rechter en politicus.
Johannes Cornelis van der Kemp was een zoon van predikant en hoogleraar Dirk van der Kemp en Margaretha Elisabeth van de Wall, zus van Pieter Hendrik van de Wall (burgemeester van Dordrecht en staatsraad). Na de lagere school in Leiden ging hij naar de Latijnse school in Delft en studeerde hij Romeins en hedendaags recht in Leiden, waar hij in 1790 promoveerde op dissertatie.
Vervolgens was hij enige tijd advocaat en ambtenaar, tot hij in 1798 ambteloos werd, nadat hij weigerde trouw te zweren aan het Uitvoerend Bewind. In 1803 kon hij weer aan de slag - eerst als secretaris van de Raad van Amerikaanse koloniën en etablissementen, daarna als advocaat en rechter. In 1814 werd Van der Kemp benoemd tot advocaat-generaal bij het Hooggerechtshof der Verenigde Nederlanden in 's-Gravenhage, wat hij zou blijven tot zijn overlijden. Tussen 1814 en 1819 was hij daarnaast lid van de Raad van Koophandel en Koloniën en vanaf 1819 lid van de Tweede Kamer der Staten-Generaal. Daar stelde hij zich regeringsgezind op en werd na drie jaar herkozen.
Van der Kemp trouwde in 1791 met Cornelia Adriana de Lille, met wie hij een dochter en vijf zoons zou krijgen.